# Patrícia Gómez Picard
Patrícia Gómez Picard (Tolosa de Llenguadoc, 10 de novembre de 1965) és una infermera i política balear, que va exercir com a consellera de Salut i Consum del Govern de les Illes Balears des de juliol de 2015 fins a Juliol del 2023.
És diplomada en Infermeria i militant del PSIB-PSOE. Ha treballat com a adjunta de Formació i Recerca a l'Hospital Universitari Son Dureta (2001-2007), com a adjunta de Recursos Humans i Qualitat a Gesma (1999-2000), supervisora de l'Àrea Verge de la Salut (1997-1998) i sotsdirectora de l'Àrea Maternoinfantil de l'Hospital Son Dureta. De 2007 a 2011 ha estat Directora de Cures i Coordinació Sociosanitària del Servei Balear de Salut. Des de 1999, vocal de l'Associació Nacional de Directius d'Infermeria (ANDE).

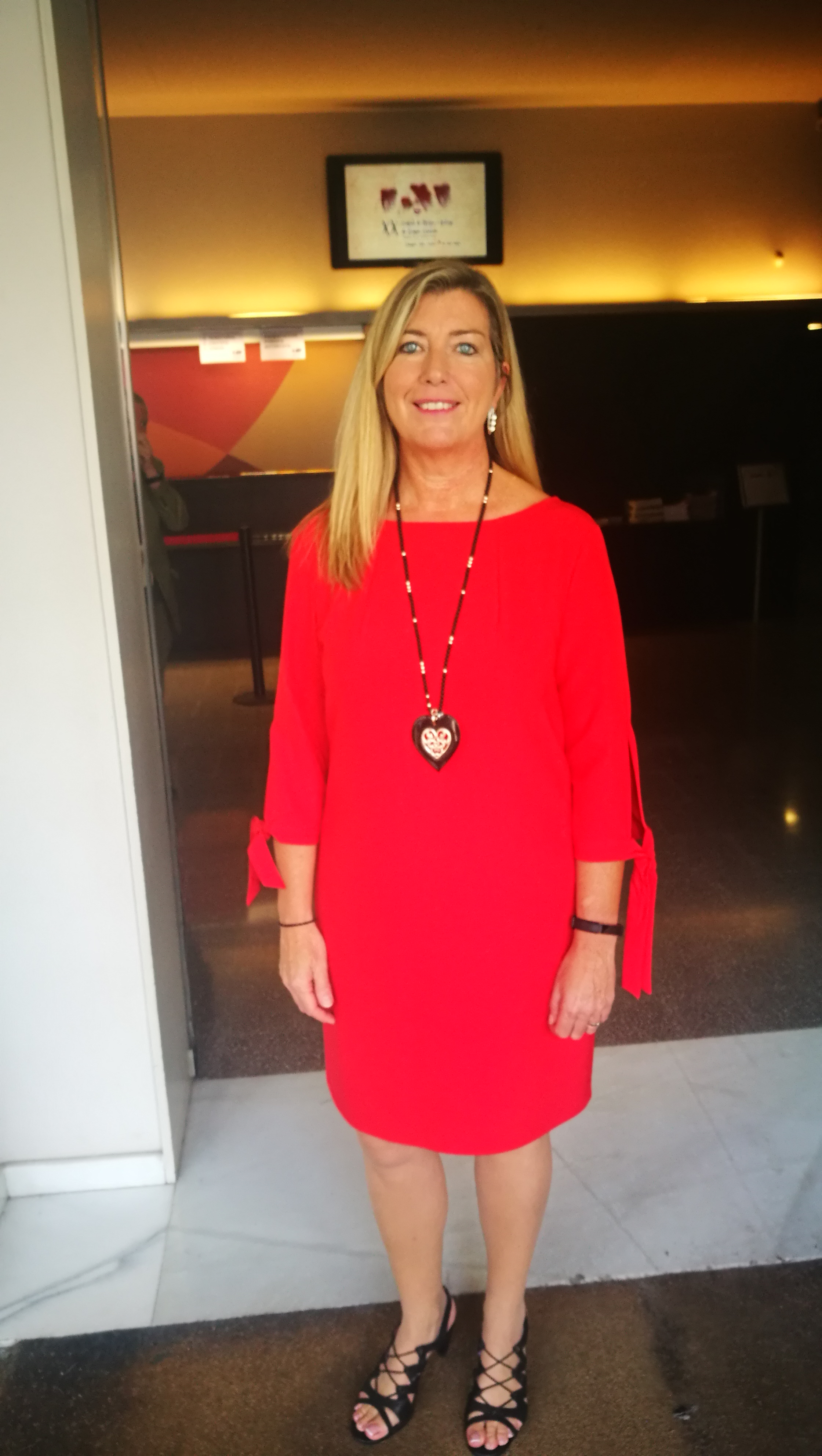
Patrícia Gómez Picard al XX Congrés de Metges i Biòlegs de Llengua Catalana al Kursaal de Manresa

Va figurar en el número 13 per Mallorca de les llistes del PSIB-PSOE a les eleccions al Parlament de les Illes Balears de 2015. Tot i que no fou escollida, el juliol de 2015 fou nomenada Consellera de Salut del Govern Balear. El 2019 va ser confirmada com a Consellera de Salud per un nou periode fins al 2023 en que va ser substituida per Manuela García del Partit Popular